# Magister Lämpels Bibliotek
Magister Lämpels Bibliotek (MLB, även Magister Lämpels bibliotek) är en samlingsetikett för böcker utgivna av Seriefrämjandet, på egen hand eller i samarbete med andra förlag. Utgivningen påbörjades 1998 och avstannade efter 2007.[källa behövs]

## Inriktning och utgivning
Utgivningen har varit inriktad på:
- Fackböcker om serier
- Tecknade serier som inte har funnit några andra utgivare i Sverige
- Skissböcker med opublicerat material av svenska serieskapare

Sedan 1998 har minst sju seriealbum, tio fackböcker och fyra skissböcker givits ut under samlingsetiketten Magister Lämpels Bibliotek. Dessutom startades utgivningen av Lantis-albumen som en underavdelning/avknoppning på MLB. Flera av fackböckerna har givits ut i samarbete med andra förlag och institutioner – bland annat Bibliotekstjänst och Optimal Press. 2005 års Svensk Seriehistoria – första boken från Svenskt Seriearkiv fungerade som första "årsbok" från SeF-projektet Svensk Seriehistoria.

## Etymologi
Magister Lämpel är ursprungligen en figur från den tyska bildberättelsen Max und Moritz.